# Luxembourg ved sommer-OL 2016
Luxembourg deltog ved Sommer-OL 2016 i Rio de Janeiro som blev arrangeret i perioden 5. august til 21. august 2016.

## Medaljer
| 2016 Rio de Janeiro | Guld | Sølv | Bronze | Total |
| Luxembourg          | 0    | 0    | 0      | 0     |

## Svømning

### Resultater
| Dato      | Disciplin   | H/D    | Udøver              | Indledende heat | Indledende heat | Semifinale          | Semifinale          | Finale              | Finale              |
| Dato      | Disciplin   | H/D    | Udøver              | Tid             | Placering       | Tid                 | Placering           | Tid                 | Placering           |
| --------- | ----------- | ------ | ------------------- | --------------- | --------------- | ------------------- | ------------------- | ------------------- | ------------------- |
| 6. august | 400 m IM    | Herrer | Raphaël Stacchiotti | 4:20,37         | 23              | N/A                 | N/A                 | ude af konkurrencen | ude af konkurrencen |
| 6. august | 100 m bryst | Herrer | Laurent Carnol      | 1:00,88         | 27              | ude af konkurrencen | ude af konkurrencen | ude af konkurrencen | ude af konkurrencen |